# Boven-Kalarlaagte
De Boven-Kalarlaagte (Russisch: Верхнекаларская впадина; Verchnekalarskaja vpadina) is een vlakte (depressie) in het noordelijke deel van de Russische kraj Transbaikal.
De laagte ligt rond de bovenloop van de Kalarrivier, waarbij het woord Boven- slaat op het onderscheid met de Midden-Kalarlaagte rond de middenloop van deze rivier.

## Geografie
De vlakte ligt tussen de bergketen Oedokan in het noorden en het Kalargebergte in het zuiden en strekt zich uit over een lengte van ongeveer 45 kilometer (bij een breedte van 2 tot 8 kilometer) tussen de benedenloop van de rivier de Tsjina in het westen en de waterscheiding tussen de rivieren Kalar en Kalakan in het oosten.

## Geologie
De vlakte bestaat uit sedimentaire formaties (inclusief steenkoolafzettingen) uit het midden van het tijdperk Boven-Jura, waarboven zich slechts dunne continentale Cenozoïsche afzettingen bevinden. De laagte zelf werd grotendeels gevormd tijdens het Mesozoïcum en deze genese zet zich voort sinds het Neogeen.

## Landschap
De Kalar en zijn zijrivieren doorstromen het laagste deel van de vlakte. Het waterpeil van deze rivieren ligt op een hoogte van 1200 tot 1400 meter. Op de laagste delen en met name aan de randen en in de uitlopers van de vlakte bevinden zich meren die zijn ontstaan als gevolg van gletsjerwerking. De vlakte wordt gedomineerd door bergtaiga, op sommige plaatsen afgewisseld door moerassige zogeheten marej.